# Carnaval de Belo Horizonte
Carnaval de Belo Horizonte é uma festa popular realizada anualmente na capital de Minas Gerais. É composto por desfiles de escolas de samba, blocos de rua em diversos bairros da cidade, bailes fechados, e concursos musicais.
Em 11 de março de 2025, o prefeito em exercício, Álvaro Damião, sancionou um projeto de lei reconhecendo o Carnaval como manifestação cultural da cidade. Foram reconhecidos os blocos caricatos, as escolas de samba e os blocos de rua como manifestações culturais identitárias do município, e como manifestação cultural toda atividade carnavalesca realizada por agremiações ou por manifestações populares.

## História
A primeira festa de Carnaval em Belo Horizonte aconteceu em 1897, antes mesmo da inauguração da cidade. A folia na capital mineira ficou mais organizada nos anos seguintes, com a criação de grandes sociedades carnavalescas, a exemplo do que era feito no Rio de Janeiro. O primeiro grupo de carnaval de Belo Horizonte chamava-se Club Demônios de Luneta, de 1899. Nos anos seguintes, também ficaram famosos os corsos carnavalescos. Nos anos 50 e 60, os jornais concorrentes Estado de Minas e Folha de Minas promoviam desfiles para disputar quem fazia a melhor festa. O carnaval foi muito popular até os anos 1990. Depois de quase 20 anos de ostracismo, a festa ressurgiu em 2009, com blocos carnavalescos em protesto contra o prefeito Marcio Lacerda. A festa foi crescendo a cada ano apenas com a iniciativa popular.

## Características próprias

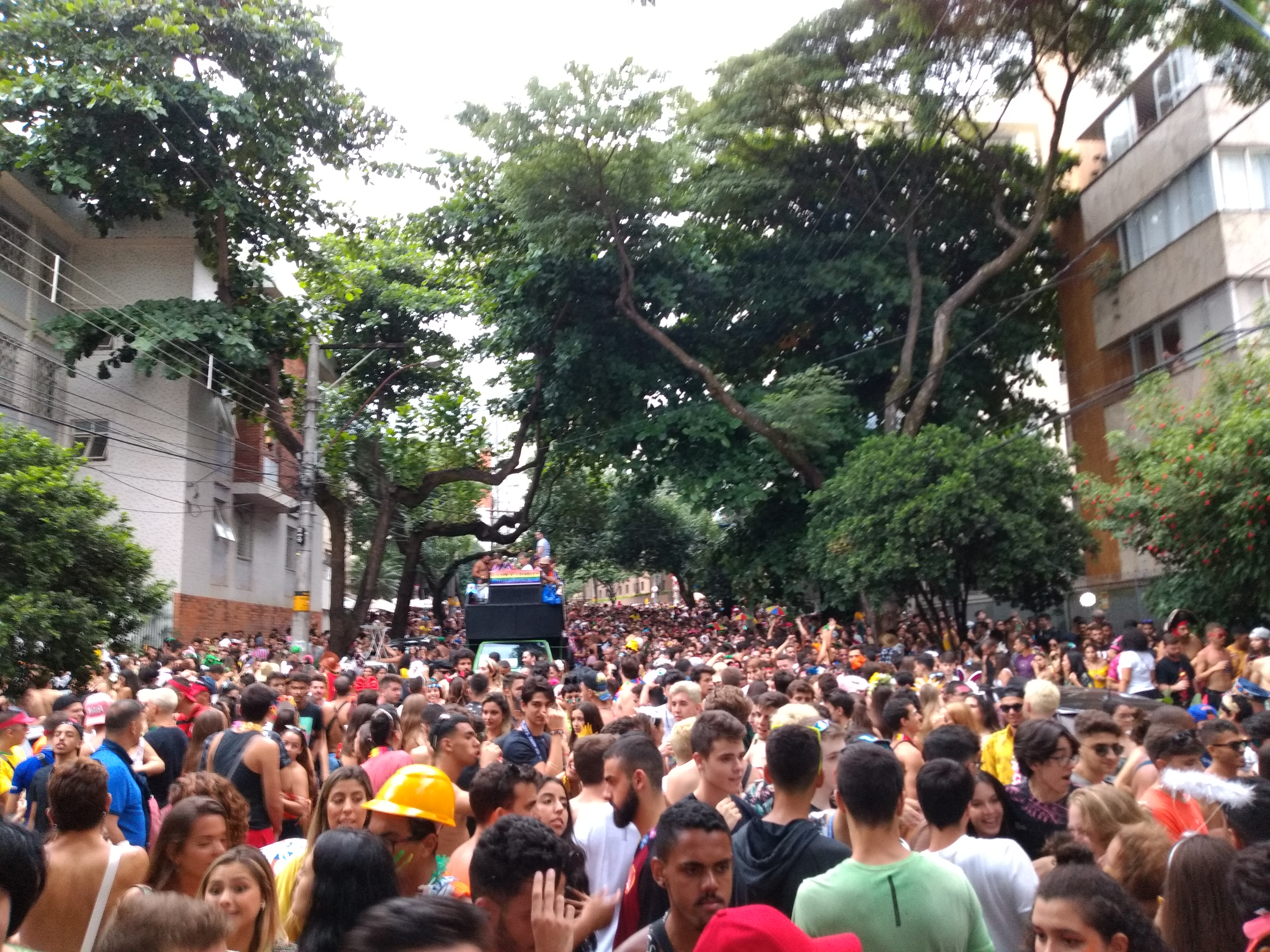
Carnaval na avenida Francisco Deslandes, no bairro Anchieta.

### Escolas de samba
O evento é realizado tradicionalmente, desde 1959. Entre 1992 e 2003 não houve desfile. Retornou em 2004, se fortalecendo a cada ano. Em 2011 o desfile passou a ser realizado no Boulevard Arrudas, entre os Viadutos de Santa Tereza e Floresta, na Região Centro-Sul da capital. Até então, o desfile era realizado na Via 240, na Região Norte da cidade.
As ligas que controlam o carnaval Belohorizontino são: LIAC (Liga Independente das Agremiações Carnavalescas), Samba Dez e ACBC (Associação Cultural dos Blocos Caricatos). sendo que em 2005, houve um racha de dirigentes descontentes com os rumos do carnaval da capital mineira e decidiram fundar a Samba Dez, que junto com a LIAC. organiza os desfiles das escolas de samba e a ACBC, organiza os blocos caricatos, tradição do carnaval Belohorizontino.
Em 2007, não houve uma campeã do carnaval e sim uma campeã por quesito julgado, como: harmonia, bateria, mestre sala e porta bandeira, alegorias, samba e enredo, fazendo a premiação de uma forma diferente.
No ano de 2013, o desfile dos blocos carnavalescos teve um crescimento, levando uma multidão as ruas de BH.

### Bailes
No começo da década de 1980, o Clube Atlético Mineiro realizava no Ginásio do Mineirinho o Baile do Galo, que já teve participação da apresentadora Xuxa Meneghel.

### Bandas e serestas
A tradição das bandas carnavalescas em Belo Horizonte vem desde o primeiro carnaval, em 1897, quando homens vestidos de mulher desfilaram atrás de carroças fantasiadas, da Praça da Liberdade até a Avenida Afonso Pena.
Em 2012, a marchinha "Na coxinha da madrasta", criada pelo compositor Flávio Henrique Alves, inspirado em polêmica envolvendo o vereador Léo Burguês, foi a vencedora do Concurso de Marchinhas Mestre Jonas e virou o hit da Banda Mole. A marchinha teve um grande sucesso e ganhou repercussão nacional.

### Blocos de rua

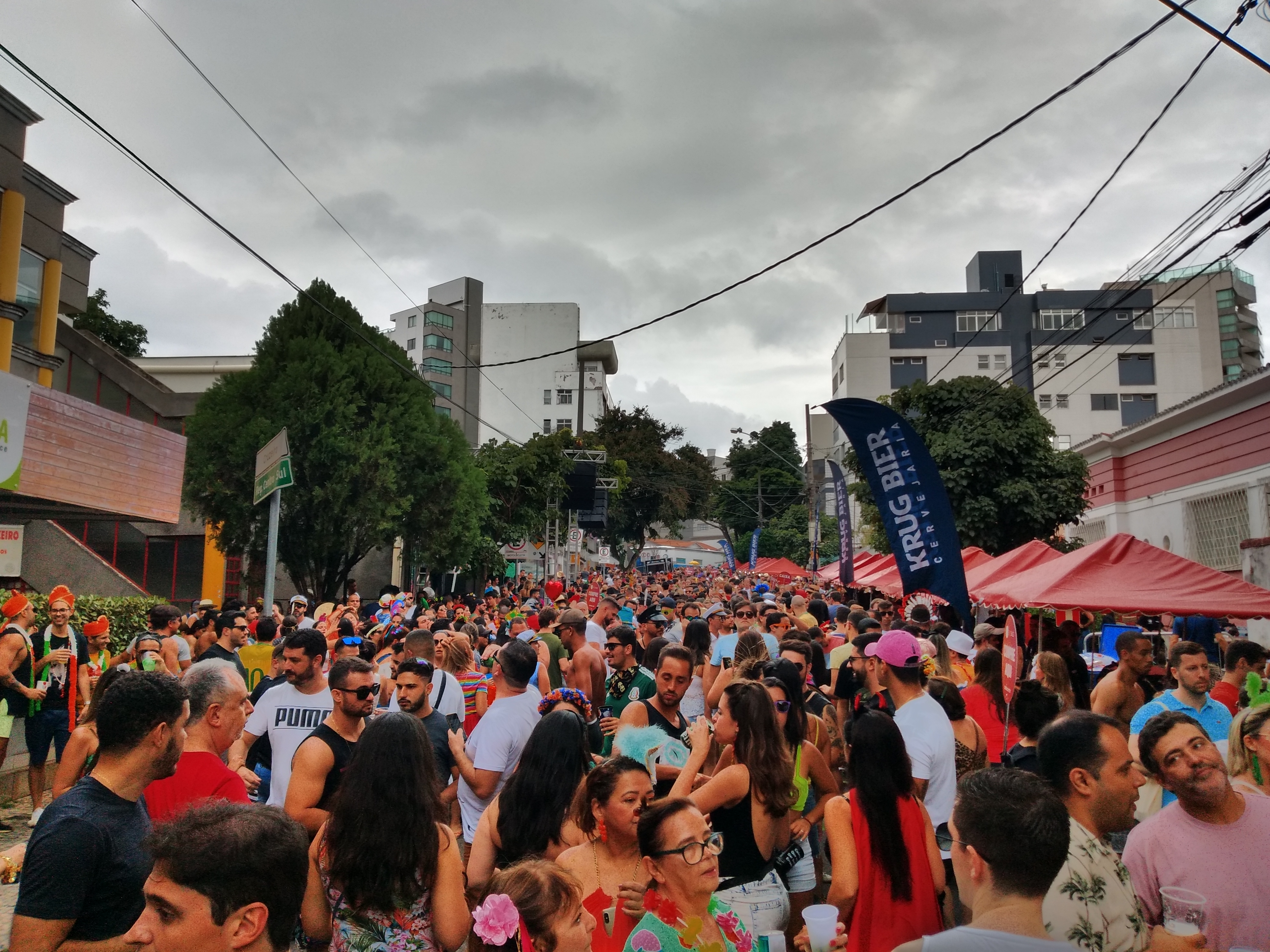
Bloco na rua Outono, no bairro Cruzeiro

Belo Horizonte acompanhou um renascimento do carnaval com a criação de pequenos blocos de rua a partir de 2009. O então prefeito Marcio Lacerda impôs uma série de restrições a eventos nas ruas, mesmo de menor porte, sem autorização da prefeitura, Foi criado o Bloco da Praia da Estação, como crítica bem humorada às proibições. Vários outros blocos foram surgindo nos anos seguintes, em geral levantando bandeias de diversidade cultural e apropriação do espaço público. O movimento que começou como contestação, foi tomando força a cada ano batendo recordes de público.
Uma das características dos blocos de rua em Belo Horizonte é justamente o tom político e a amplitude de estilos culturais e musicais. Há blocos com as tradicionais marchinhas, mas também blocos de rock, música baiana, sertanejo, afoxé, hare krishna, coco, forró, LGBT e até mesmo jazz. Em 2017, foram quase 400 blocos cadastrados na prefeitura.
Os principais blocos de rua de Belo Horizonte são o Alô Abacaxi, Chama o Síndico, Tchanzinho Zona Norte, Então Brilha, Bloco Afro Angola Janga, Alcova Libertina, Pena de Pavão de Krishna, Peixoto, Samba Queixinho, Batuque Coletivo, Asa de Banana, Beiço do Wando, Baianas Ozadas, Tico Tico Serra Copo, Filhos de Tcha Tcha, Juventude Bronzeada, Tamborins Tantãs, Garotas Solteiras, MamánaVaca, Manjericão, Bloco da Proibida, Us Beethoven, Pisa na Fulô, dentre vários outros.

## Eleição da Corte Real Momesca
Em uma das maiores festas do samba mineiro, onde a comissão julgadora escolhe o Rei Momo, a Rainha e a Princesa do Carnaval de Belo Horizonte.
Em 2011, Júlio Millan foi eleito pela quarta vez o Rei Momo do carnaval de Belo Horizonte. A rainha foi a personal trainer Graziele Lizania do Carmo. Érika Januza da Trindade recebeu o título de princesa.
Em 2012, Rafael Eduardo, 22 anos e 67 quilos, foi o primeiro Rei Momo magro de Belo Horizonte. Ele se destacou pela simpatia e por sambar muito bem. A rainha foi a Dançarina Renata Black. Yaralis Teles recebeu o título de princesa.

## Recorde de foliões
No dia 4 de março de 2025, o DJ Alok estreou no Carnaval de Belo Horizonte com um show que reuniu uma multidão na Avenida Afonso Pena, no centro da cidade. Estima-se que o público presente variou entre 500 mil e 1 milhão de pessoas, estabelecendo um recorde de público no carnaval da capital mineira.